# بالاكوفو
بالاكوفو (بالروسية: Балаково) هي إحدى مدن روسيا في الكيان الفدرالي الروسي ساراتوف أوبلاست.

## المناخ
يظهر الجدول التالي التغييرات المناخية على مدار السنة لبالاكوفو:
| البيانات المناخية لـبالاكوفو      | البيانات المناخية لـبالاكوفو | البيانات المناخية لـبالاكوفو | البيانات المناخية لـبالاكوفو | البيانات المناخية لـبالاكوفو | البيانات المناخية لـبالاكوفو | البيانات المناخية لـبالاكوفو | البيانات المناخية لـبالاكوفو | البيانات المناخية لـبالاكوفو | البيانات المناخية لـبالاكوفو | البيانات المناخية لـبالاكوفو | البيانات المناخية لـبالاكوفو | البيانات المناخية لـبالاكوفو | البيانات المناخية لـبالاكوفو |
| الشهر                             | يناير                        | فبراير                       | مارس                         | أبريل                        | مايو                         | يونيو                        | يوليو                        | أغسطس                        | سبتمبر                       | أكتوبر                       | نوفمبر                       | ديسمبر                       | المعدل السنوي                |
| --------------------------------- | ---------------------------- | ---------------------------- | ---------------------------- | ---------------------------- | ---------------------------- | ---------------------------- | ---------------------------- | ---------------------------- | ---------------------------- | ---------------------------- | ---------------------------- | ---------------------------- | ---------------------------- |
| الدرجة القصوى °م (°ف)             | 8 (46)                       | 8 (46)                       | 17 (63)                      | 31 (88)                      | 34 (93)                      | 40 (104)                     | 41 (106)                     | 41 (106)                     | 38 (100)                     | 25 (77)                      | 16 (61)                      | 11 (52)                      | 41 (106)                     |
| متوسط درجة الحرارة الكبرى °م (°ف) | −5 (23)                      | −4 (25)                      | 1 (34)                       | 13 (55)                      | 21 (70)                      | 26 (79)                      | 28 (82)                      | 27 (81)                      | 20 (68)                      | 12 (54)                      | 3 (37)                       | −3 (27)                      | 12 (53)                      |
| المتوسط اليومي °م (°ف)            | −8 (18)                      | −8 (18)                      | −3.5 (25.7)                  | 8 (46)                       | 15 (59)                      | 20 (68)                      | 21.5 (70.7)                  | 20.5 (68.9)                  | 14.5 (58.1)                  | 7.5 (45.5)                   | 0 (32)                       | −6 (21)                      | 6.8 (44.2)                   |
| متوسط درجة الحرارة الصغرى °م (°ف) | −11 (12)                     | −12 (10)                     | −6 (21)                      | 3 (37)                       | 9 (48)                       | 14 (57)                      | 15 (59)                      | 14 (57)                      | 9 (48)                       | 3 (37)                       | −3 (27)                      | −9 (16)                      | 2 (36)                       |
| أدنى درجة حرارة °م (°ف)           | −37 (−35)                    | −35 (−31)                    | −27 (−17)                    | −17 (1)                      | −3 (27)                      | 2 (36)                       | 6 (43)                       | 4 (39)                       | −2 (28)                      | −12 (10)                     | −23 (−9)                     | −33 (−27)                    | −37 (−35)                    |
| الهطول مم (إنش)                   | 39 (1.5)                     | 31 (1.2)                     | 31 (1.2)                     | 30 (1.2)                     | 38 (1.5)                     | 42 (1.7)                     | 35 (1.4)                     | 27 (1.1)                     | 41 (1.6)                     | 34 (1.3)                     | 35 (1.4)                     | 35 (1.4)                     | 418 (16.5)                   |
| متوسط الأيام الممطرة              | 3                            | 2                            | 4                            | 6                            | 7                            | 6                            | 6                            | 5                            | 6                            | 9                            | 7                            | 4                            | 65                           |
| متوسط الأيام المثلجة              | 16                           | 12                           | 7                            | 1                            | 0                            | 0                            | 0                            | 0                            | 0                            | 2                            | 8                            | 14                           | 60                           |
| متوسط الرطوبة النسبية (%)         | 85                           | 84                           | 81                           | 65                           | 54                           | 58                           | 56                           | 55                           | 59                           | 72                           | 84                           | 86                           | 70                           |
| المصدر #1: Myweather.com          |                              |                              |                              |                              |                              |                              |                              |                              |                              |                              |                              |                              |                              |
| المصدر #2: Meteoblue.com          |                              |                              |                              |                              |                              |                              |                              |                              |                              |                              |                              |                              |                              |

## توأمة
لبالاكوفو اتفاقيات توأمة مع كل من:
- ترنافا
- Pabianice [الإنجليزية]‏
- تشيريبوفيتس
- زغرب
- سكرانتون
- باكو

## أعلام
- يفغيني ليبيديف
- ناتاليا سوكول
- أناستازيا كاربوفا